# Grunwald (Ermland-Mazurië)

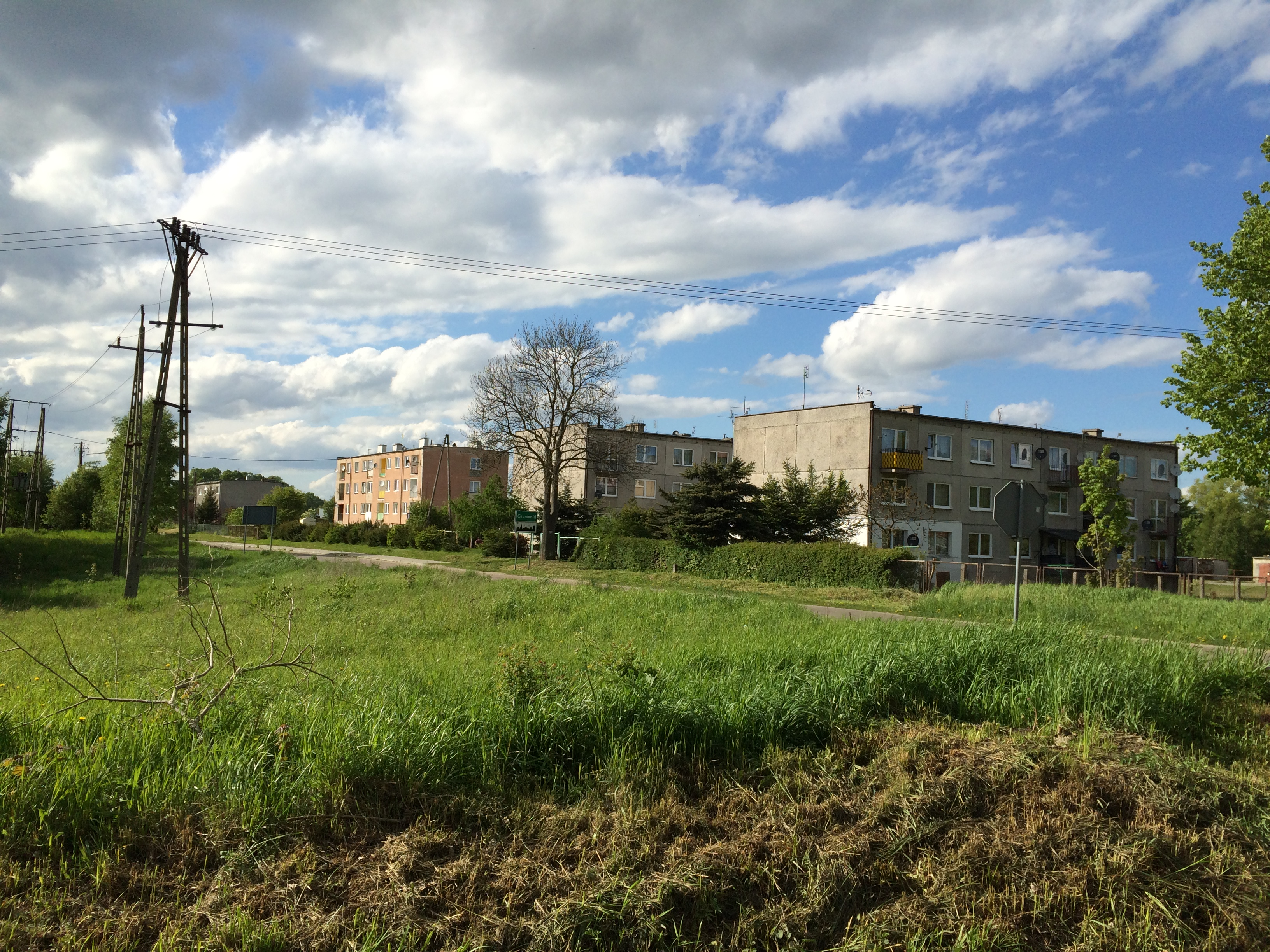
Zicht op het dorp Grunwald

Grunwald (Duits: Grünfelde, Litouws: Žalgiris) is een dorp in de Poolse woiwodschap Ermland-Mazurië. De plaats maakt deel uit van de gemeente Grunwald en telde 417 inwoners in 2011.

## Geschiedenis
De plaats wordt het eerst genoemd in een latijnse oorkonde uit de 14e eeuw als "Grunenvelt", gelegen in Pruisen. In 1514 verkocht Johan Auerswald aan Paul Samynskiemu 40włok grond in Grunwald. In 1540 hoorden bij een landgoed in het dorp 19 boeren. In 1567 verkocht James von Schwerin verkocht als boete een deel van hun rijkdom in Samin en Grunwald. Vervolgens verkocht hij 4 włók aan de starost in Grunwald, Samin en Lutkach (Felix Finckow). In inventarisboeken in 1619 behoorden Grunwald, Samin, Rychnov en Lutka tot de drie broeders Fincków. Na de dood van James Finck, in 1679, was er volgens zijn testament 100 hectare grond in Samin en Grunwald voor Ernest Finckow. In 1861 woonden er 146 mensen op 2.731 morgen. In 1880 omvatte Grunwald 206 bewoners, in 1895 240 mensen en 309 hectare.

### Twee veldslagen
Grunwald heeft haar bekendheid te danken aan een aantal veldslagen: 
- De Slag bij Grunwald in 1410, tussen de Duitse Orde enerzijds en koninkrijk Polen en het grootvorstendom Litouwen anderzijds. De overwinning van Polen en Litouwen markeerde het begin van wat op dat moment het grootste land van Europa zou zijn.
- De Slag bij Tannenberg in 1914, in het begin van de Eerste Wereldoorlog. Deze slag werd gewonnen door het Duitse Rijk.

## Sport en recreatie

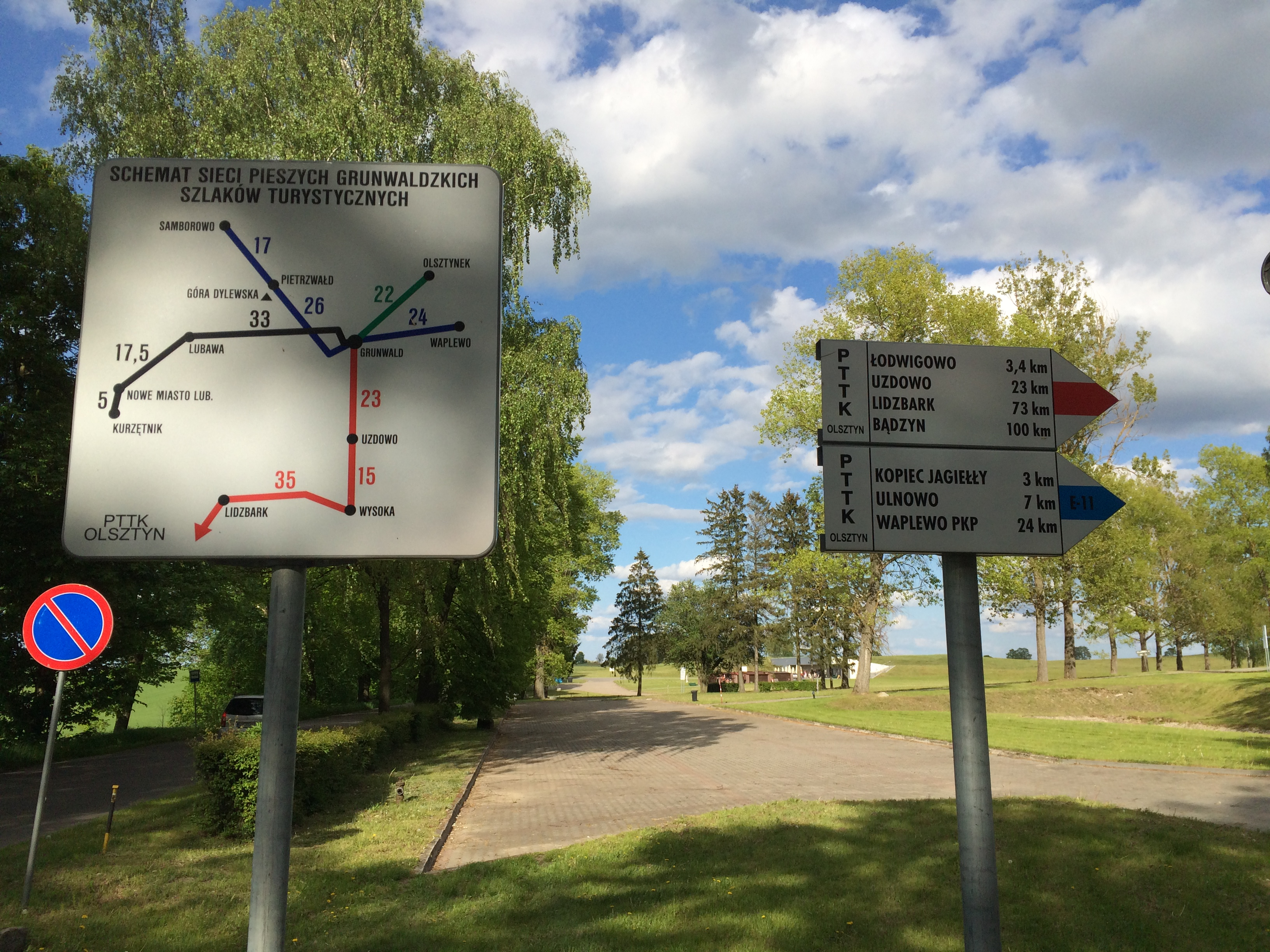
Paneel met wandelroutes in Grunwald

Langs de plaats en over de voormalige slagvelden loopt de Europese wandelroute E11. De E11 loopt van Den Haag naar het oosten, op dit moment de grens met Litouwen. Ter plaatse komt de route van het westen uit Samin en vervolgt in zuidoostelijke richting naar Ulnowo.